# Chiesa di San Giovanni Battista (Verolavecchia)
La chiesa di San Giovanni Battista è una chiesa situata a Villanuova, frazione del comune di Verolavecchia.

## Storia
Un edificio era già presente sulle mappe nel 1600 ma l'odierna struttura fu probabilmente eretta o notevolmente ampliata su volere di Leopardo Martinengo per la comunità di Villanuova e dedicata a San Giovanni Battista.
Altri lavori furono eseguiti e fu principalmente Giovanni Francesco Martinengo da Barco tra i pronipoti della beata Maria Maddalena dello stesso casato, nel 1794 a volere l'abbellimento con nuovi interni e lavori a chiesa e campanile, ai quali parteciparono per la realizzazione delle epigrafi Stefano Antonio Morcelli da Chiari, e le opere interne commissionate all'artista Carlo Donegani oltre che numerose epigrafi scritte da Simone Assemani.
La chiesa di San Giovanni Battista a Villanuova fu inoltre dotata anche di una pala d'altale realizzata da Angelika Kauffmann rappresentante San Giovanni Battista, ora conservata nella pinacoteca Martinengo di Brescia.
Secondo lo storico Angelo Locatelli, l'attuale chiesa di San Giovanni Battista sostituisce una precedente posta nell'attuale cascina 
denominata Fenil Prestini, l'ipotesi è confermata dalle forme rinascimentali e dal timpano presenti su un lato di tale abitazione.